# Auckland Rugby Football Union
Auckland Rugby Union – związek rugby obejmujący region miasta Auckland, od roku 1925 większość meczów rozgrywa na stadionie Eden Park.

## Historia
Klub został założony 20 kwietnia 1883 przez 4 kluby: Auckland, Grafton, North Shore, i Ponsonby. Po pewnym czasie związek zarządzał całą prowincją Auckland. W roku 1909 część południowa utworzyła niepodległy związek, niedługo później to samo uczynił związek z północy (North Auckland Rugby Union). Związek uczestniczył w tworzeniu New Zealand Rugby Union, 16 kwietnia 1892 podpisał akt utworzenia związku podczas spotkania w Wellington.

## Gallaher Shield
Wśród drużyn wchodzących w skład Auckland Rugby Union co roku dochodzi do rywalizacji o Gallaher Shield, trofeum jest przyznawane od roku 1885
.

## Terytorium
ARU odpowiada za rozgrywki w metropolii Auckland i jej bezpośrednim sąsiedztwie. Związek z Auckland jest udziałowcem drużyny franczyzowej Blues występującej w ramach ligi Super Rugby.